# Vogtlandmuseum Plauen

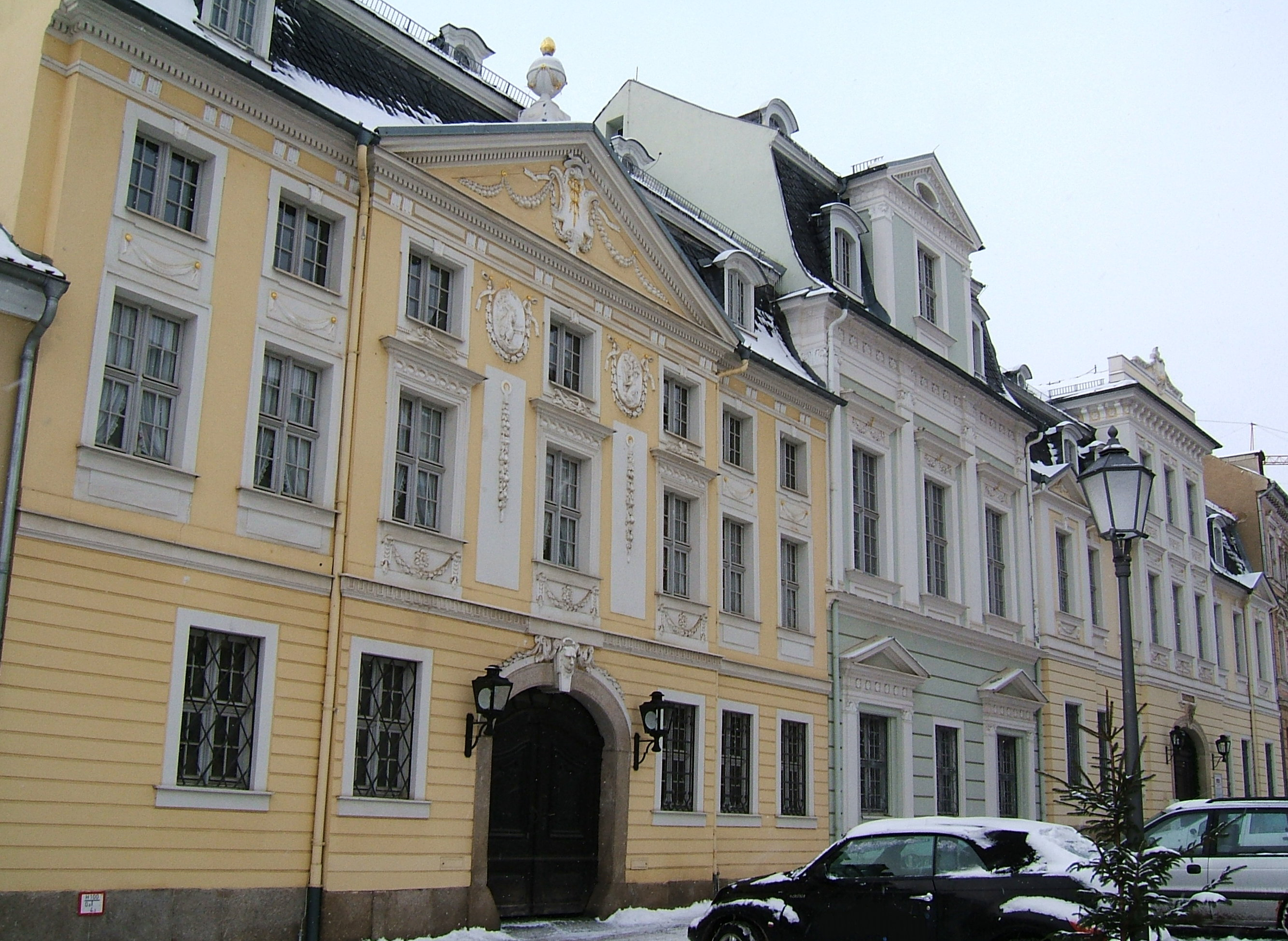
Das Vogtlandmuseum Plauen in der Nobelstraße

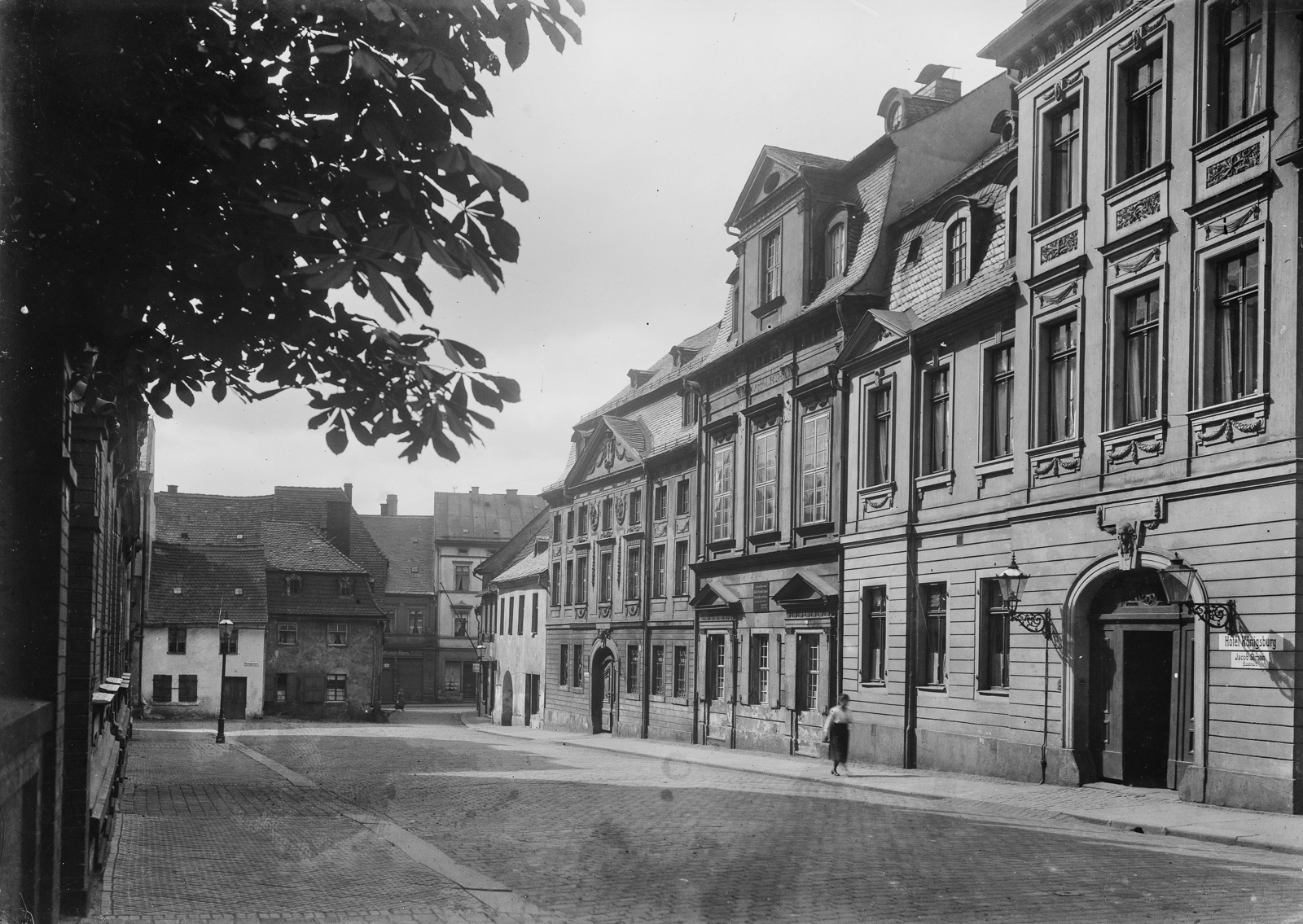
Museumsgebäude um 1925

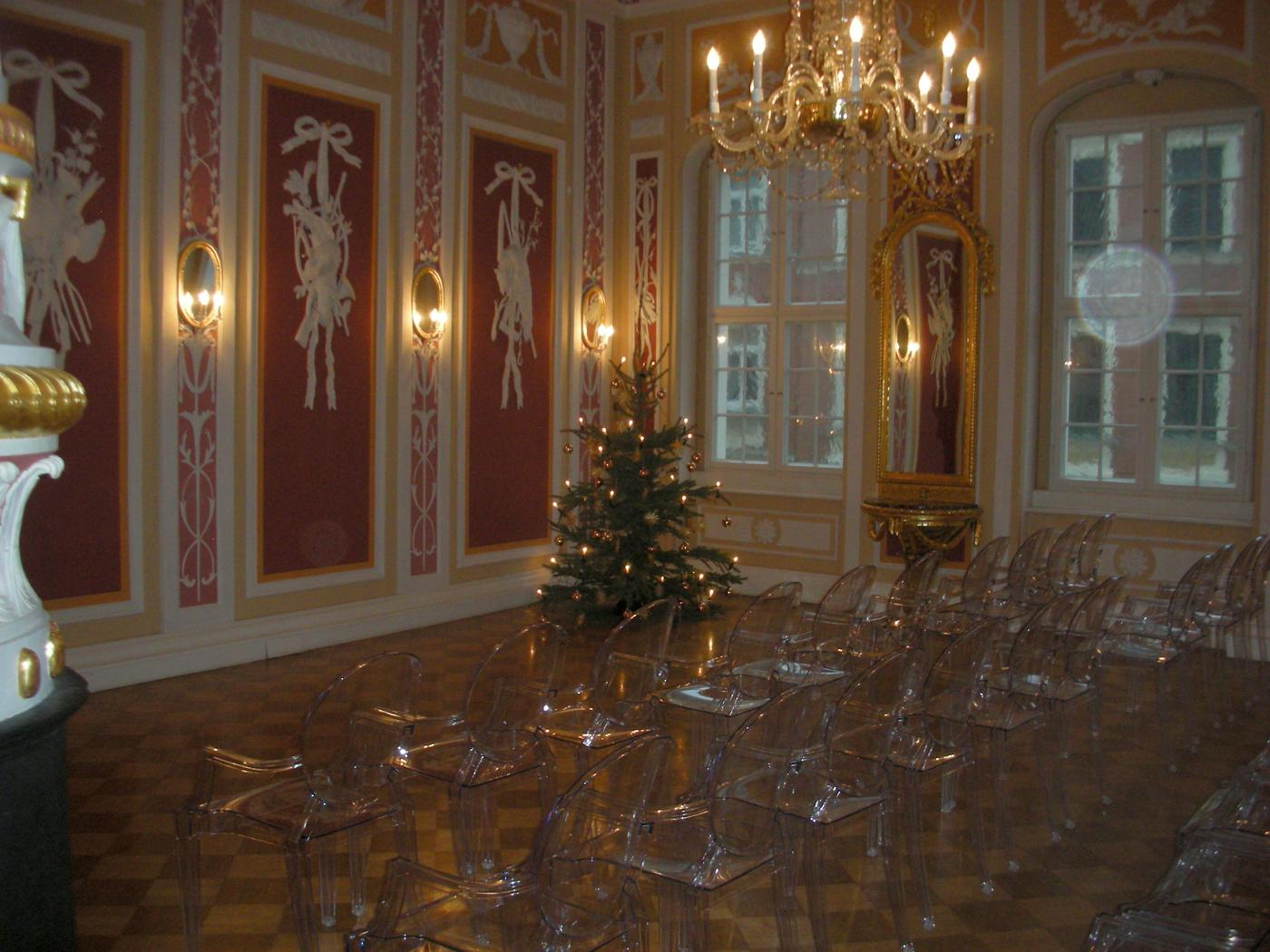
Der Festsaal im Vogtlandmuseum Plauen mit neuen Stühlen

Das Vogtlandmuseum Plauen (zuvor Vogtländisches Kreismuseum) ist ein kulturhistorisches Museum über den Themenkreis sächsisches Vogtland in der Stadt Plauen und befindet sich in drei denkmalgeschützten ehemaligen Wohn- und Geschäftshäusern in der Nobelstraße.

## Geschichte
Das Doppelhaus Nummer 9 und 11 wurde 1787 bis 1789 vom Baumwollwarenhändler Johann Gottfried Baumgärtel im Louis-seize- und im Empirestil errichtet. Besonders ist der Festsaal hervorzuheben. Er nimmt in der ersten Etage die gesamte Gebäudebreite ein. In zwölf hohen Rechtecken entlang der Wand sind die zwölf Monate in naturalistischen Stuckreliefs dargestellt. Das Haus Nummer 13 ließ der Baumwollwarenhändler Johann Christian Kanz zwischen 1797 und 1799 im Empirestil errichten.
1873 wurde der Altertumsverein Plauen gegründet und 1894 entstand die Museumsgesellschaft. Diese beiden Einrichtungen vereinigten 1912 ihre Sammlungen. 1920 erwarb die Stadt die Häuser in der Nobelstraße und richtete ein stadt- und regionalgeschichtliches Museum ein. Im Juli 1923 wurde das Vogtländische Kreismuseum in den Häusern Nummer 9 und 11 eröffnet. Im Zweiten Weltkrieg wurde ein Gartenflügel durch einen Bombentreffer zerstört. Bereits am 17. November 1946 konnte das Museum nach umfangreichen Instandsetzungsarbeiten mit einer Ausstellung zu Ehren von Erich Knauf wieder eröffnet werden. Im Jahre 1952 wurde das gesamte Gebäude Nr. 13 in das Museumskonzept einbezogen. Seit Beginn der 1990er Jahre wird das Haus umfangreich rekonstruiert.

## Ausstellungen
Im Vogtlandmuseum werden ständige Ausstellungen und Sonderausstellungen präsentiert.
Zu den ständigen Ausstellungen zählen der Festsaal von 1787 bis 1789 im frühklassizistischen Stil Louis-seize, das klassizistische Stilzimmer mit Elementen aus dem 1919 abgebrochenen Schloss in Reusa, die Ausstellung „Das Vogtland und die Malerei – Gemälde aus fünf Jahrhunderten“ sowie eine Ausstellung zur Ur- und Frühgeschichte des Vogtlandes. Diverse Sammlungen runden die Ausstellungen ab, so zum Beispiel die Waffen- und Militariasammlung, die Herrmann-Vogel-Sammlung und die Julius-Mosen-Sammlung.
Im Haus nebenan, dem Erich-Ohser-Haus, das nicht vom Vogtlandmuseum betrieben wird, werden Leben und Werke des durch die Vater-und-Sohn-Cartoons bekannten Künstlers Erich Ohser (e.o.plauen) dokumentiert.
Das Museum gibt eine Schriftenreihe heraus.

## Außenstellen

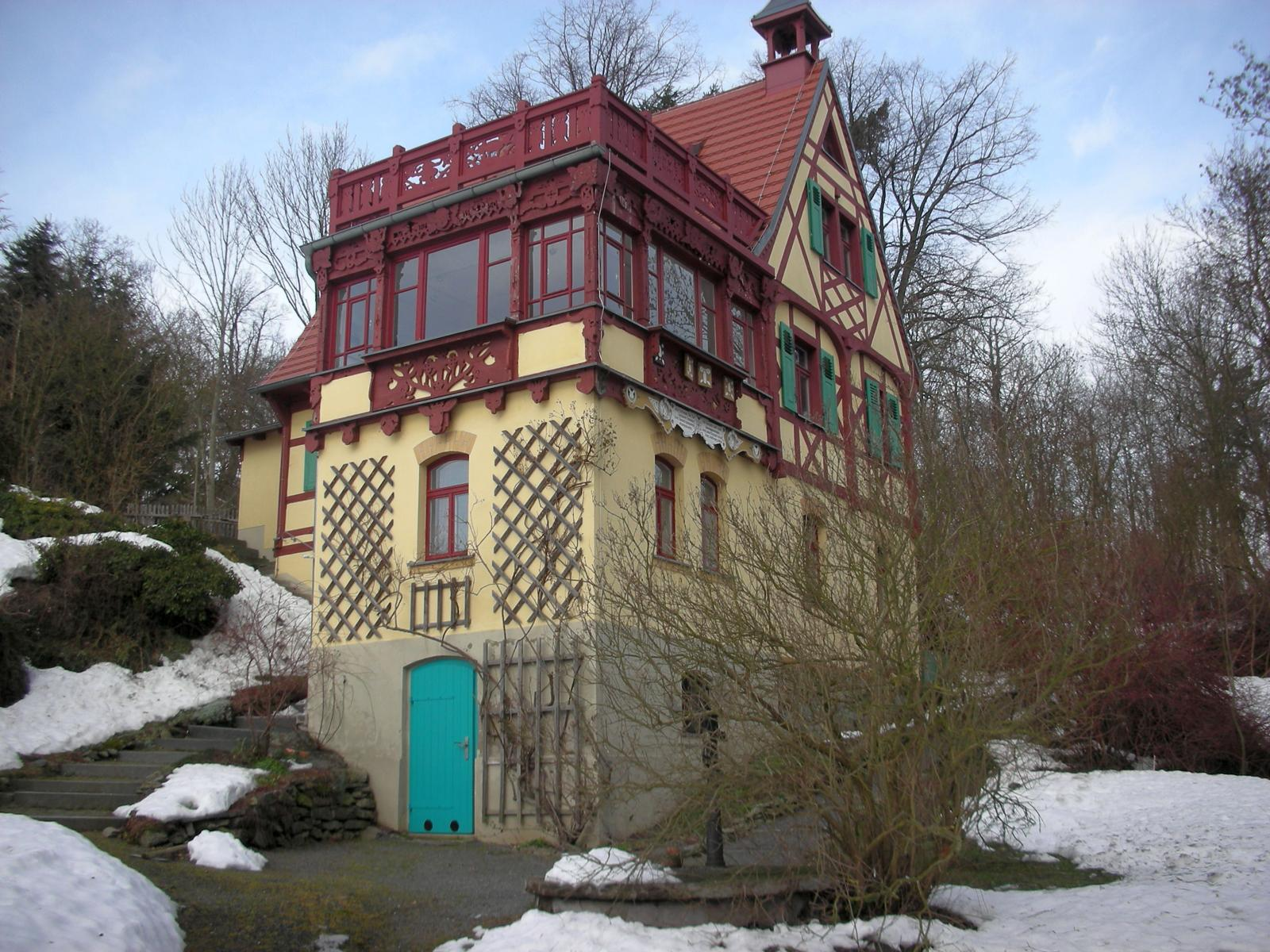
Das Hermann-Vogel-Haus, eine Außenstelle des Vogtlandmuseums in Krebes

Das Vogtlandmuseum Plauen betreut zwei Außenstellen, eine auf dem jüdischen Friedhof an der Pausaer Straße mit einer Ausstellung zur Geschichte der Juden in Plauen in der ehemaligen Feierhalle und eine Ausstellung zu Leben und Werk des Zeichners und Illustrators Hermann Vogel im Hermann-Vogel-Haus in Krebes, seinem ehemaligen Wohnhaus.